# Oakville (Alabama)
Oakville è un'area non incorporata nella contea di Lawrence, in Alabama, negli Stati Uniti d'America.